# Лілу45
Білоусова Людмила Сергіївна, більш відома під псевдонімом Lely45 (нар. 27 вересня 2000, Київ) — українська виконавиця та блогерка.

## Біографія та кар'єра
Народилася 27 вересня 2000 року в Києві. Після закінчення школи навчалася в Національній академії керівних кадрів культури і мистецтв.
Перший музичний альбом під назвою «Девочка на воздушном шаре» випустила 2 липня 2021 року. Перший сольний концерт відбувся восени того ж року в клубі Bel etage. Другий альбом «В наушниках осень» презентувала 5 листопада 2021 року.
З початком повномасштабного російського вторгнення випускає пісні лише українською. 2022 року випустила свій третій альбом під назвою «Коли сонце сідає за схил» туди увійшло 9 треків виконавиці. У грудні на благодійному концерті в Києві в дуеті з Артемом Пивоваровим виконала трек «Радісно/Страшно». Того ж місяця в дуеті з Надею Дорофєєвою виконала композицію «Щедрик».
У колаборації з Мюслі UA, брала участь у нацвідборі на «Євробачення 2023», з піснею «Be Brave Like Ukraine», проте трек не потрапив до фіналу. На початку 2023 року у рамках проєкту Ukraіner «Хоробрі міста», вийшли кліп та пісня співачки «Сімферополю, я повернусь до тебе».
У кінці липня 2023 року виступила на фестивалі «Файне місто» у Львові.
30 березня 2024 року в міжнародному культурному центрі «Уніон» в Одесі відбувся концерт співачки. 9 листопада того ж року в тому ж місті відбувся сольний концерт.

## Дискографія

### Альбоми
- 2021 — «Девочка на воздушном шаре»[16]
- 2021 — «В наушниках осень»[17]
- 2022 — «Коли сонце сідає за схил»[6]
- 2022 — «Труднощі перекладу»[18]
- 2022 — «Артгауз»[19]
- 2023 — «Всі дівчата хороші»[20]
- 2023 — «Чорний лебідь»[21]
- 2024 — «Невдячна глядачка»[22]